# Абель Руїс
Абель Руїс (ісп. Abel Ruiz, нар. 28 січня 2000, Алмусафес) — іспанський футболіст, нападник клубу «Жирона».

## Клубна кар'єра
Народився 28 січня 2000 року в місті Алмусафес. Абель починав займатись футболом у рідному місті, а з 2008 року займався в дитячій футбольній школі клубу «Валенсія». У 2012 році дванадцятирічний Абель Руїс приєднався до системи «Барселони», пройшовши усі вікові рівні. 

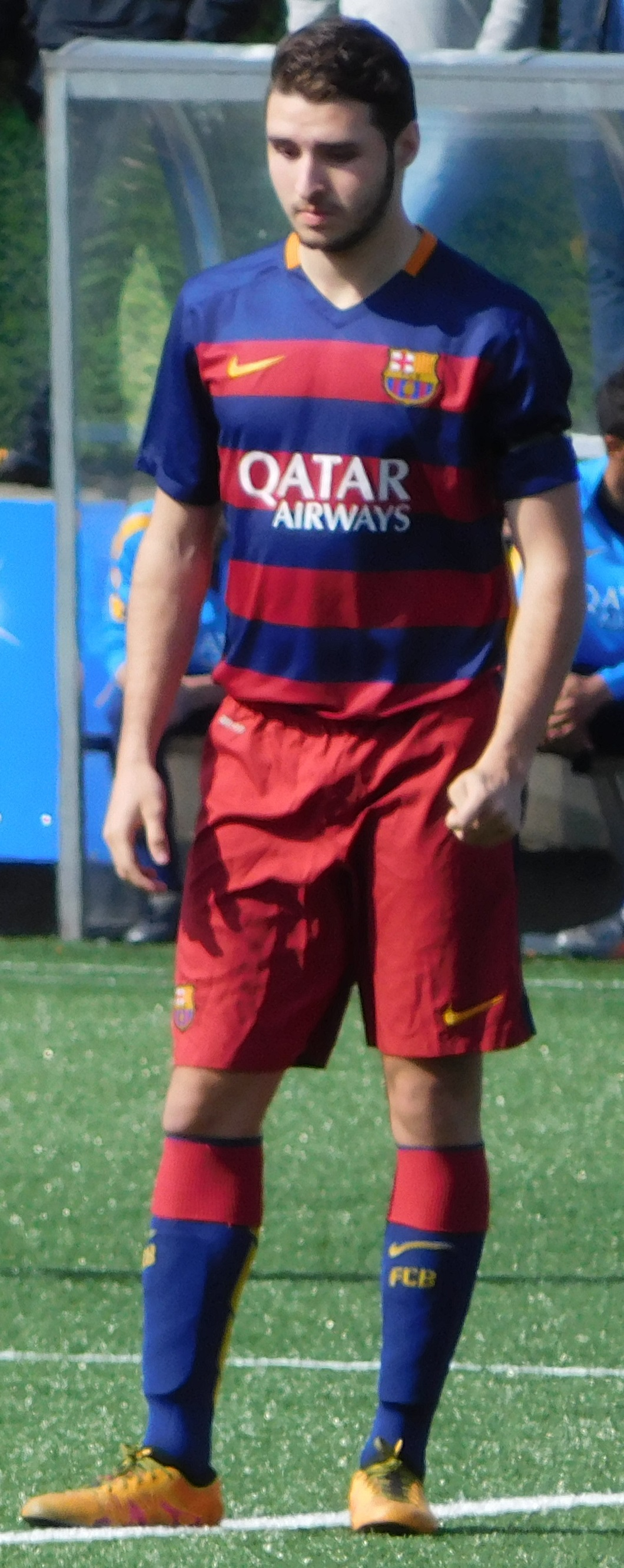
Абель Руїс у юнацькій команді «Барселони». 2016 рік.

21 листопада 2016 року Абель підписав контракт з клубом. 9 квітня 2017 він дебютував за другу команду  клубу в матчі Сегунди Б проти «Бадалони» (2:0). З командою до 19 років Руїс виграв Юнацьку лігу УЄФА 2017/18, забивши один з голів у фіналі проти «Челсі» (3:0).
Дебют Руїса в першій команді відбувся в Суперкубку Каталонії 7 березня 2018 року, забивши переможний пенальті в грі проти «Еспаньйола». Дебютував у Ла Лізі 12 травня 2019 року в грі проти Хетафе (2:0)на "Камп Ноу", замінивши Філіппе Коутінью по ходу другого тайму. Цей матч так і залишився єдиним для гравця.
31 січня 2020 року Руїс приєднався до португальської «Браги» на правах оренди до кінця сезону, із зобов'язанням викупу на 8 мільйонів євро. Він дебютував за нову команду 20 лютого в матчі плей-оф Ліги Європи УЄФА проти шотландського «Рейнджерса», в якому забив гол, втім команда поступилась 2:3.
27 червня 2024 року підписав контракт на п'ять років з «Жироною».

## Виступи за збірні

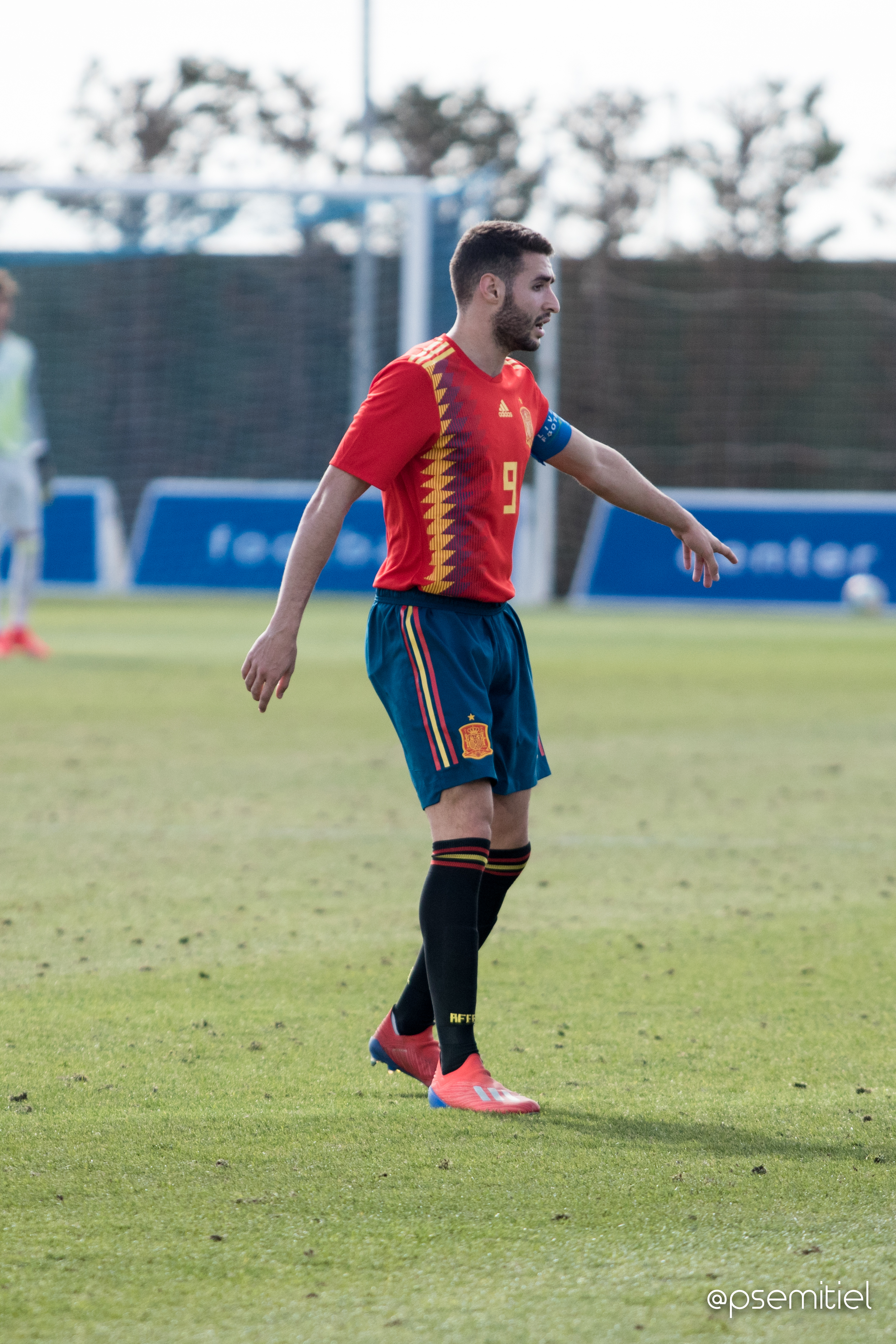
Абель Руїс у складі юнацької збірної Іспанії (U-19). 2019 рік.

2015 року дебютував у складі юнацької збірної Іспанії (U-17). У 2016 році він поїхав у складі цієї команди на юнацький чемпіонат Європи (до 17 років) в Азербайджані. Будучи на рік молодшим за своїх товаришів по команді, Руїс закінчив чемпіонат з 4 голами, і став другим бомбардиром турніру, а команді дійшла до фіналу, поступившись там лише в серії пенальті Португалії. А вже наступного року Руїс поїхав на наступне юнацьке Євро, що пройшло у Хорватії. Цього разу він був капітаном команди і знову відзначився чотирма забитими м'ячами, а команда дійшла до фіналу. Втім цього разу у серії пенальті іспанці обіграли Англію і стали чемпіонами Європи. Цей результат дозволив Абелю у складі команди поїхати на юнацький чемпіонат світу 2017 року в Індії. Під час цього турніру Руїс забив 6 голів, завдяки чому отримав нагороду «Бронзовий бутс», а іспанці знову зустрілись у фіналі з англійцями. Повторити успіх європейської першості  Руїсу і партерам не вдалось і вони програли 2:5, ставши віце-чемпіонами світу. Загалом, забивши із 25 голами Руїс став найкращим бомбардиром збірної Іспанії до 17 років в історії.
У червні 2018 року з і збірною 18 років Руїс взяв участь у XVIII Середземноморських іграх, що проходили в Таррагоні. Іспанія виграла турнір, перемігши у фіналі Італію (2-3), а Руїс став головним героєм матчу, завдяки своєму хет-трику, який приніс іспанцям трофей. Загалом на Середземноморських іграх 2018 року він забивав 7 голів лише за 4 матчі.
З юнаками до 19 років він взяв участь у юнацькому чемпіонаті Європи 2019 року. Іспанія виграла одинадцятий для себе титул, перемігши у фіналі Португалію (2:0). У змаганнях Руїс виходив на поле 4 рази і забивав один гол у груповому етапі проти Італії (2:1). Загалом на юнацькому рівні взяв участь у 60 іграх, відзначившись 39 забитими голами.
З 2019 року залучався до складу молодіжної збірної Іспанії, з якою кваліфікувався на молодіжний чемпіонат Європи 2021 року.. На молодіжному рівні зіграв у 3 офіційних матчах.
26 червня 2024 року потрапив до заявки олімпійської збірної Іспанії для участі в матчах футбольного турніру на літніх Олімпійських іграх 2024 в Парижі.

## Статистика виступів

### Статистика клубних виступів
| Сезон                   | Команда                 | Чемпіонат               | Чемпіонат | Чемпіонат | Національний кубок | Національний кубок | Національний кубок | Континентальні кубки | Континентальні кубки | Континентальні кубки | Інші змагання | Інші змагання | Інші змагання | Усього | Усього |
| Сезон                   | Команда                 | Ліга                    | Ігор      | Голів     | Ліга               | Ігор               | Голів              | Ліга                 | Ігор                 | Голів                | Ліга          | Ігор          | Голів         | Ігор   | Голів  |
| ----------------------- | ----------------------- | ----------------------- | --------- | --------- | ------------------ | ------------------ | ------------------ | -------------------- | -------------------- | -------------------- | ------------- | ------------- | ------------- | ------ | ------ |
| apr.- черв. 2017        | «Барселона Б»           | СДБ (ІІІ)               | 1+1       | 0         | -                  | -                  | -                  | -                    | -                    | -                    | -             | -             | -             | 2      | 0      |
| 2017–18                 | «Барселона Б»           | СД (ІІ)                 | 26        | 3         | -                  | -                  | -                  | -                    | -                    | -                    | -             | -             | -             | 26     | 3      |
| 2018–19                 | «Барселона Б»           | СДБ (ІІІ)               | 21        | 3         | -                  | -                  | -                  | -                    | -                    | -                    | -             | -             | -             | 21     | 3      |
| трав. 2019              | «Барселона»             | ПД                      | 1         | 0         | КІ                 | -                  | -                  | ЛЧ                   | -                    | -                    | СІ            | -             | -             | 1      | 0      |
| 2019-січ. 2020          | «Барселона Б»           | СДБ (ІІІ)               | 19        | 3         | -                  | -                  | -                  | -                    | -                    | -                    | -             | -             | -             | 19     | 3      |
| Усього за «Барселону Б» | Усього за «Барселону Б» | Усього за «Барселону Б» | 67+1      | 9         |                    | -                  | -                  |                      | -                    | -                    |               | -             | -             | 68     | 9      |
| січ.-лип. 2020          | «Брага»                 | ПЛ                      | 6         | 1         | КП+КПЛ             | -                  | -                  | ЛЄ                   | 2                    | 1                    | -             | -             | -             | 8      | 2      |
| 2020–21                 | «Брага»                 | ПЛ                      | 1         | 0         | КП+КПЛ             | -                  | -                  | ЛЄ                   | -                    | -                    | -             | -             | -             | 1      | 0      |
| Усього за «Брагу»       | Усього за «Брагу»       | Усього за «Брагу»       | 7         | 1         |                    | -                  | -                  |                      | 2                    | 1                    |               | -             | -             | 9      | 2      |
| Усього за кар'єру       | Усього за кар'єру       | Усього за кар'єру       | 76        | 10        |                    | -                  | -                  |                      | 2                    | 1                    |               | -             | -             | 78     | 11     |

## Досягнення

### Клуб
«Барселона»
- Юнацька ліга УЄФА: 2017–18
- Ла-Ліга: 2018–19

«Брага»
- Володар Кубка Португалії: 2020-21
- Володар Кубка португальської ліги: 2023-24

### Збірна
Іспанія U23
- Олімпійський чемпіон: 2024[22]

Іспанія U19
- Юнацький чемпіон Європи (U-19): 2019

Іспанія U18
- Переможець Середземноморських ігор: 2018

Іспанія U17
- Юнацький віце-чемпіон Європи (U-17): 2016
- Юнацький чемпіон Європи (U-17): 2017[13]
- Юнацький віце-чемпіон світу (U-17): 2017

### Індивідуальні
- Срібний бутс Юнацького чемпіонату Європи (U-17): 2016[23]
- У символічній збірній Юнацького чемпіонату Європи (U-17) 2017[24]
- Бронзовий бутс Юнацького чемпіонату світу (U-17): 2017 (6 голів)
- Найкращий бомбардир Середземноморських ігор: 2018 (7 голів)

### Рекорди
- Найкращий бомбардир в історії фінальних етапів юнацьких чемпіонатів Європи (U-17): 8 голів (разом з Аміном Гуїрі і Одсонном Едуаром)[25]
- Найкращий бомбардир в історії юнацьких чемпіонатів Європи (U-17): 16 голів (разом із Жозе Гомішем])[26]
- Найкращий бомбардир в історії юнацької збірної Іспанії до 17 років: 25 goals.[27]
- Найбільше матчів в історії юнацької збірної Іспанії до 17 років: 38 ігор.